# Andy Hardy

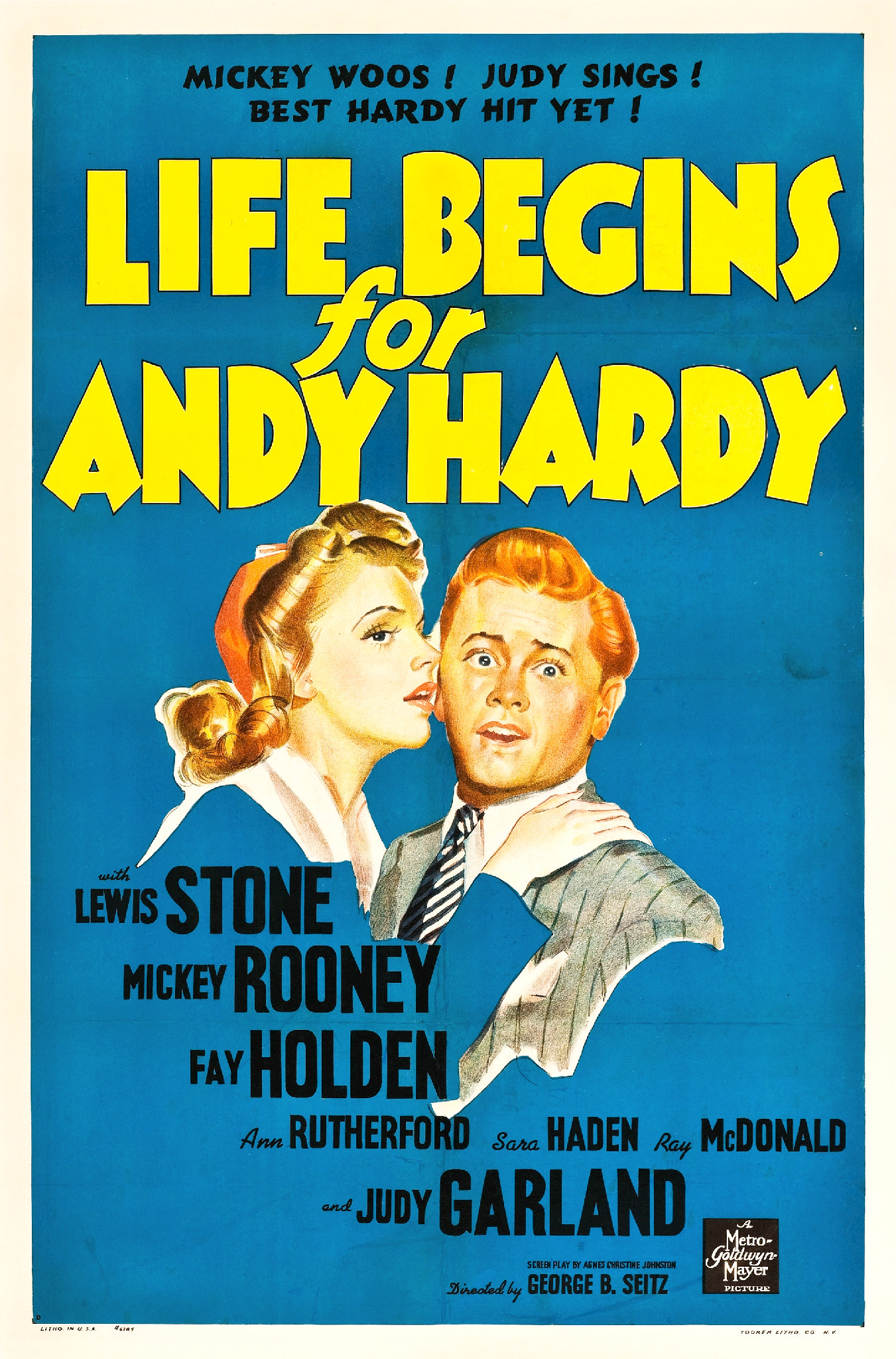
Pôster do filme Life Begins for Andy Hardy.

Andy Hardy foi um personagem fictício do cinema estadunidense vivido pelo ator Mickey Rooney, numa série de filmes que duraram de 1937 até 1958. Durante estas duas décadas foram feitos 16 filmes, baseados nos personagens de uma peça teatral intitulada "Skinning", de Aurania Rouverol.
O primeiro filme da série, A Family Affair (1937), foi feito sem que houvesse a pretensão de se criar uma série em seguida. Teve no elenco Lionel Barrymore como o Juiz Hardy, e Spring Byington como Sra. Hardy, pais de Andy. Margaret Marquis interpretava Polly Benedict, a inconstante namorada do personagem. Quando a série teve início, entretanto, a maior parte do elenco foi alterada, com as exceções de Rooney e Sara Haden, que fazia sua tia Milly. Lewis Stone passou a fazer o Juiz, Fay Holden sua esposa, Cecilia Parker era a irmã mais velha de Andy, Marian, e Ann Rutherford no papel de Polly.

## Relação de filmes de Andy Hardy
- A Family Affair
- You're Only Young Once
- Judge Hardy's Children
- Love Finds Andy Hardy
- Out West with the Hardys
- The Hardys Ride High
- Andy Hardy Gets Spring Fever
- Judge Hardy and Son
- Andy Hardy's Dilemma
- Andy Hardy Meets Debutante
- Andy Hardy's Private Secretary
- Life Begins for Andy Hardy
- The Courtship of Andy Hardy
- Andy Hardy's Double Life
- Andy Hardy's Blonde Trouble
- Love Laughs at Andy Hardy
- Andy Hardy Comes Home